# 1961 en Norvège
Chronologie de la Norvège
- 1957
- 1958
- 1959
- 1960
- 1961
- 1962
- 1963
- 1964
- 1965

Cet article présente les faits marquants de l'année 1961 en Norvège ou relatifs à la Norvège.

## Gouvernance
- Olav V est roi de Norvège.
- Einar Gerhardsen est le chef du gouvernement .

## Événements
- Les élections législatives norvégiennes de 1961 (Stortingsvalet 1961, en norvégien) se sont tenues le 11 septembre 1961, afin d'élire les cent cinquante députés du Storting pour un mandat de quatre ans.
- 4 juillet : Naufrage au large de la Norvège du sous-marin nucléaire K19. Des marins sont décédés après être intervenus sur le réacteur. Le navire était armé de 3 missiles à tête nucléaire[1].

## Sport
- Les championnats du monde de tir à l'arc 1961 sont une compétition sportive de tir à l'arc organisés en 1961 à Oslo, en Norvège. Il s'agit de la 21e édition des championnats du monde de tir à l'arc.

## Culture
- Det store varpet est un film norvégien réalisé par Nils R. Müller et sorti en 1961 au cinéma. Il a été présenté au Festival international du film de Moscou 1961.
- Line est un film norvégien réalisé par Nils Reinhardt Christensen, sorti en 1961.
- La Norvège a participé au Concours Eurovision de la chanson 1961, alors appelé le « Grand prix Eurovision de la chanson européenne 1961 », à Cannes, en France. C'est la 2e participation norvégienne au Concours Eurovision de la chanson. Le pays est représenté par la chanteuse Nora Brockstedt et la chanson Sommer i Palma, sélectionnées par la Norsk rikskringkasting au moyen d'une finale nationale.

## Naissances
- Naissance en Norvège en 1961

## Décès
- Décès en Norvège en 1961